# Aenigmatistes nudus
Aenigmatistes nudus är en tvåvingeart som beskrevs av Schmitz 1924. Aenigmatistes nudus ingår i släktet Aenigmatistes och familjen puckelflugor. Inga underarter finns listade i Catalogue of Life.